# Кординяно
Кординя̀но (на италиански: Cordignano; на венециански: San Cassàn del Mesc, Сан Касан дел Меш) е градче и община в Северна Италия, провинция Тревизо, регион Венето. Разположено е на 56 m надморска височина. Населението на общината е 7141 души (към 2010 г.).